# Tolsjöhult
Tolsjöhult är en småort i Stora Lundby socken i Lerums kommun i Västergötland.